# 松島 (福岡市)
松島（）は、福岡県福岡市東区にある地名。現行の行政地名は松島一丁目から六丁目まで（住居表示実施済）。面積は1,337,840平方メートル (133.78 ha)。2023年9月末現在の人口は6,076人。郵便番号は、松島一丁目及び二丁目が812-0062、松島三丁目から六丁目までが813-0062。

## 地理

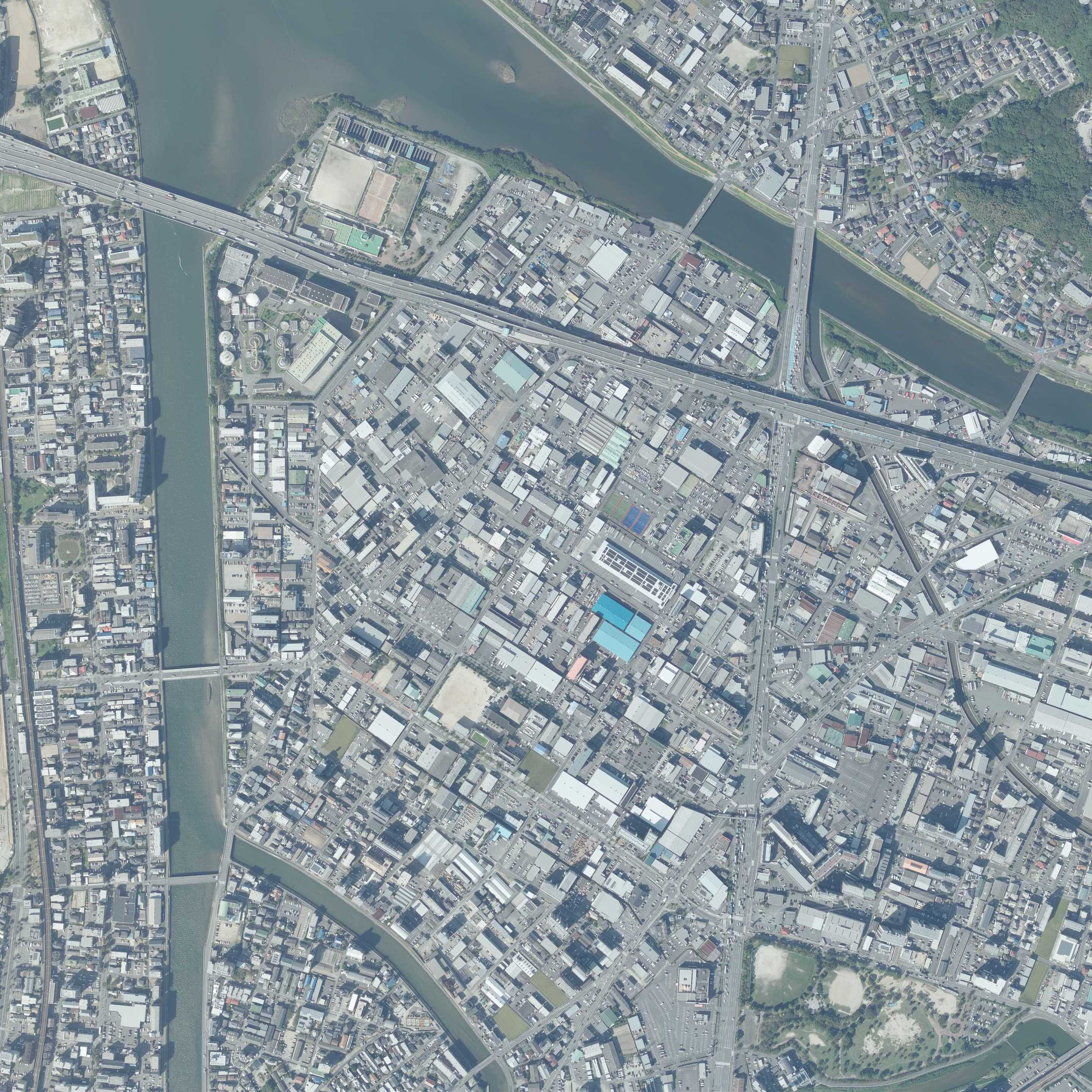
土地利用の状況

福岡市の「都心部」の「都心核」の一つとされる中央区天神地区の北東約5.4キロメートル、東区の東南部、多々良川の河口附近にある宇美川との合流点に位置する低平地である。北東で多々良川（）を介して松崎（）と、東北東で多々良新川を介して多の津（）と、南で多の津と、南東及び南西で須恵川（）を介して原田（）と、西で宇美川（）を介して筥松（）と隣接している。都市計画法による用途地域としては工業地域に指定されており、主に工場や倉庫が立地しているが、工業専用地域とは異なり、住宅を建築することはできるため、共同住宅などの住宅が混在している。博多バイパス（国道3号のバイパス）、流通センター通り、福岡直方線などの主要な交通ネットワークが集中し、交通量が多い。また、松島四丁目及び六丁目の北西側には10.33ヘクタールの面積を占める福岡市東部水処理センターがある。

### 河川
町域に接して次の河川が流れている。
- 多々良川（）（多々良川水系の本川、二級河川）
- 宇美川（）（多々良川水系の支川、二級河川）
- 須恵川（）（多々良川水系の支川、二級河川）
- 多々良新川（）（多々良川水系の支川）

多々良川水系の河川は昭和28年西日本水害における氾濫をはじめ、大雨で増水しやすいため、水門、堤防（嵩上げ）、ポンプ場、監視カメラ（防災カメラ）、ハザードマップなどによる治水対策が福岡市などによって行われている。

河川の写真
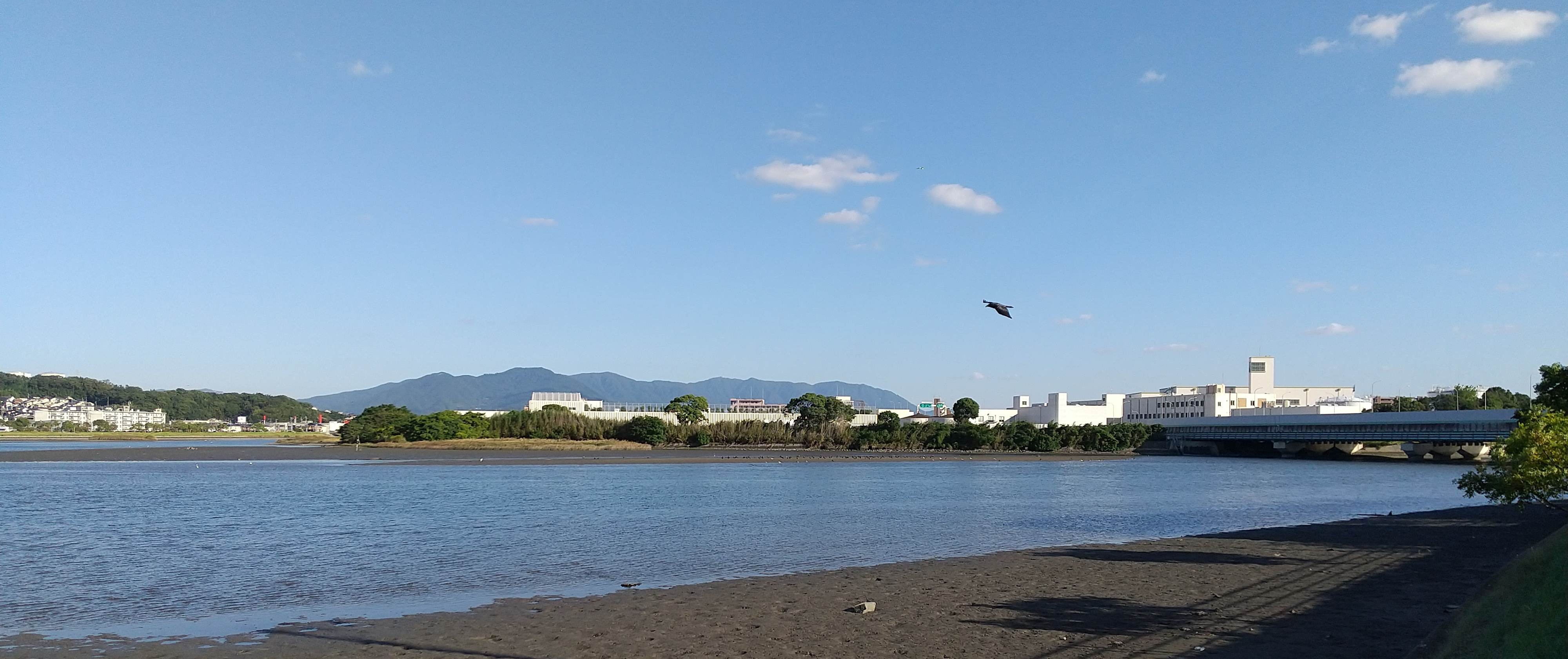
多々良川及び宇美川の合流点[注釈 3]
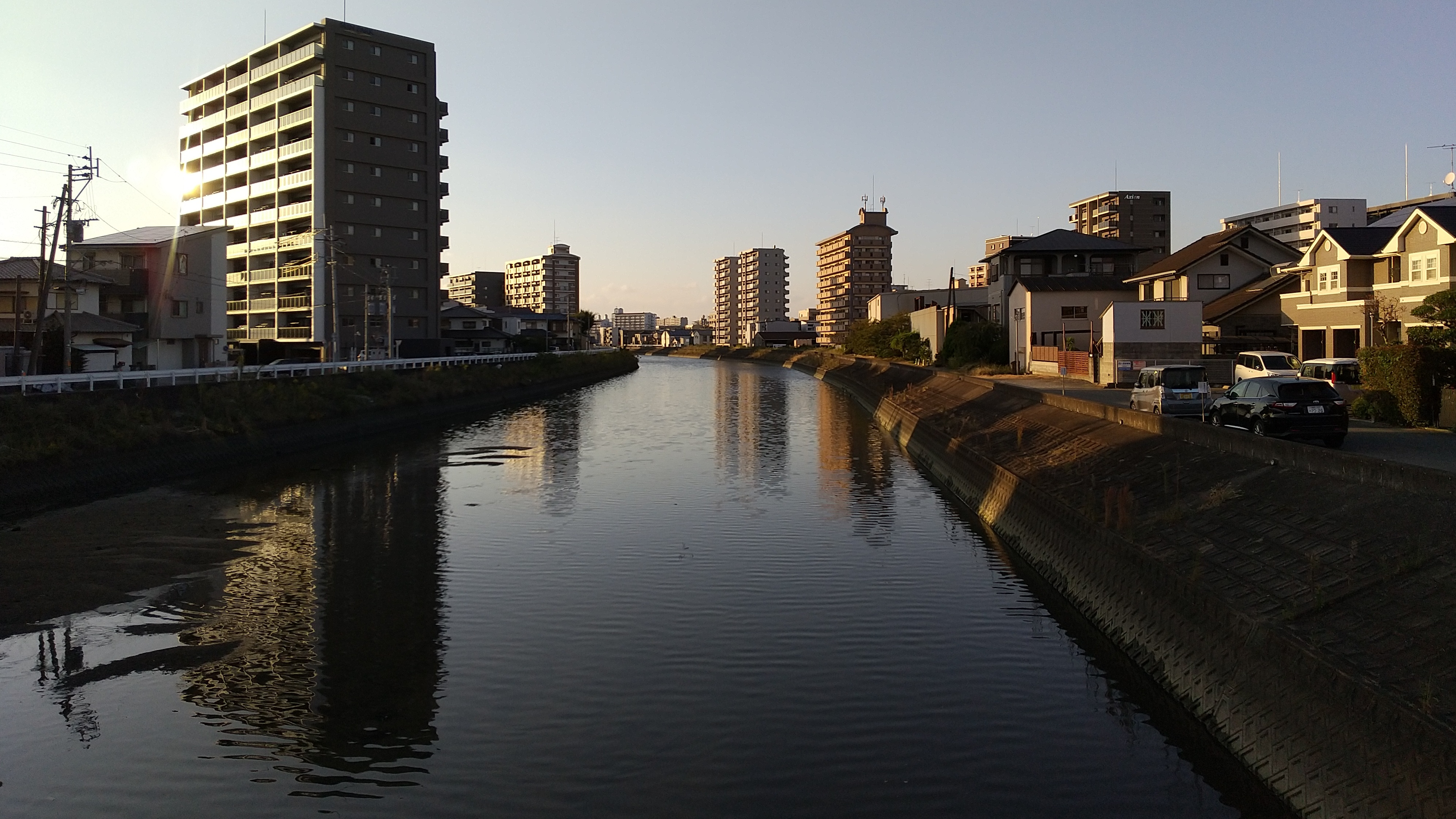
須恵川、原田橋より北西の眺望、左：原田二丁目、右：松島一丁目[注釈 4]

一方で、松島の北岸に面する多々良川の河口は鳥獣の保護及び管理並びに狩猟の適正化に関する法律の規定に基づく鳥獣保護区に指定されており、自然環境の恵みを受けることができる。
|  |  |

### 都市計画等
都市計画に関しては、「福岡市都市計画マスタープラン」において定められた方針については次のとおりである。交通ネットワークに関しては、都市の骨格となる博多バイパス及び流通センター通り (福岡市)の沿道や幹線道路である福岡県道21号福岡直方線の沿道は、商業、業務、サービス施設や中高層住宅などが連続した「都市軸」や「沿道軸」に位置付けられている。環境資源に関しては、多々良川、宇美川及び須恵川の河川沿いが散策・憩いの場となるとともに、緑と広がりのある景観が連続したゆとりと潤いのある水辺空間として「河川緑地軸」に位置付けられている。土地利用については、松島は香椎パークポートをはじめとする臨海部の港湾地区と「福岡流通センター」を含む多の津地区との間で、大部分の範囲が工場、倉庫、事業所など工業系の施設の集積する「流通・工業ゾーン」に位置付けられ、住宅の無秩序な立地の抑制などがまちづくりの視点とされている。また、上記を除く南西端の部分が工場、倉庫、事業所など工業系の施設と住宅が立地する「住工共存ゾーン」に位置付けられ、住宅の多い地区での良好な市街地環境の保全・形成などがまちづくりの視点とされている。用途地域については全域が工業地域である。工業地域は、主として工業の利便を増進するため定める地域とされているが、工業専用地域とは異なり、住宅（共同住宅などを含む）を建築することが可能であり、実際に工場、倉庫などと共同住宅が混在している。
生産緑地地区については次の区域が定められている。
- 福岡広域都市計画第1号生産緑地地区[注釈 7]

生産緑地地区の写真
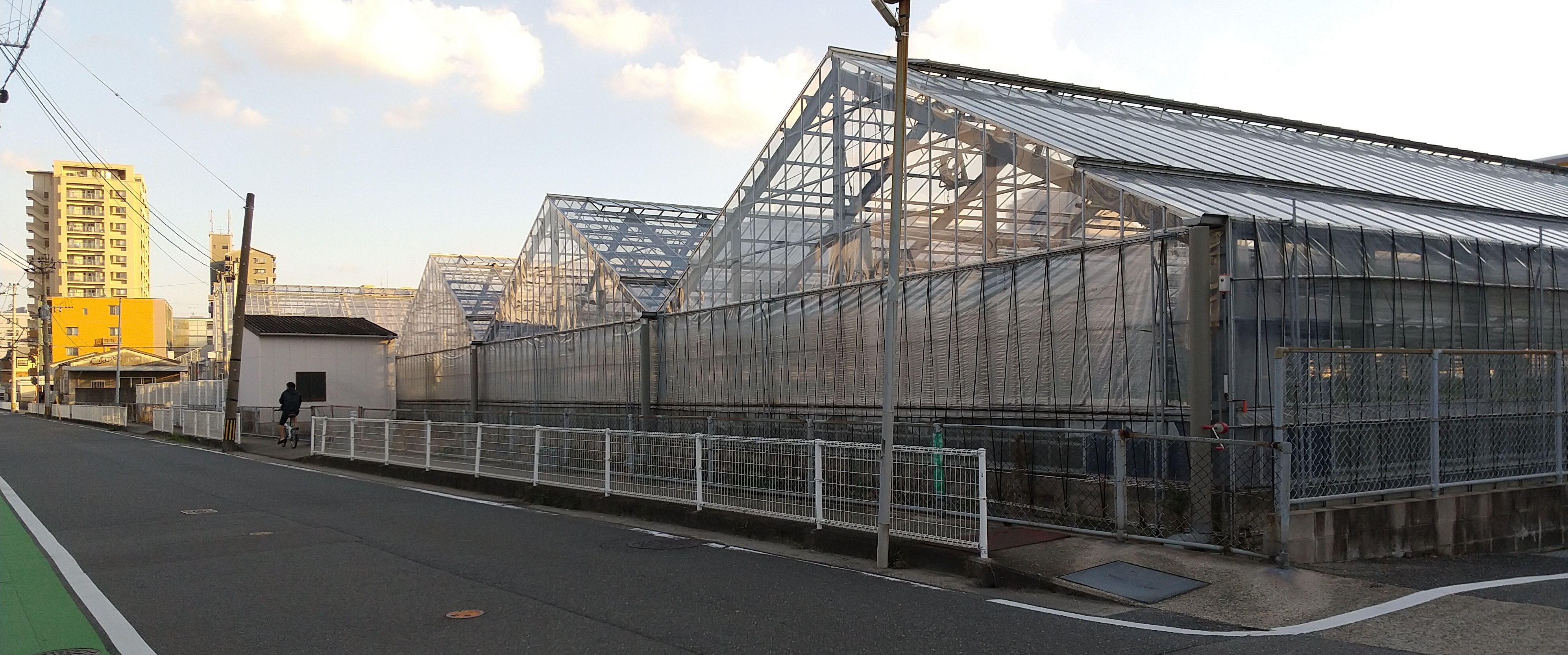
福岡広域都市計画第1号生産緑地地区

## 語源
松島の語源は泥地（）・州（）。原義は遠干潟の泥地を松の幹の鱗のように水が流れる地形で、「まち」と呼ぶ。「まちしま」の語音に佳字の松島を当てたという。

## 人口
松島一丁目から六丁目までについて人口の推移を福岡市の住民基本台帳（公称町別）に基づき示す（単位：人）。集計時点は各年9月末現在である。
- 2001年（平成13年）：3,086
- 2002年（平成14年）：3,242
- 2003年（平成15年）：3,508
- 2004年（平成16年）：3,582
- 2005年（平成17年）：3,648
- 2006年（平成18年）：3,855
- 2007年（平成19年）：3,946
- 2008年（平成20年）：4,238
- 2009年（平成21年）：4,387
- 2010年（平成22年）：4,516
- 2011年（平成23年）：4,667
- 2012年（平成24年）：4,683
- 2013年（平成25年）：4,722
- 2014年（平成26年）：4,953
- 2015年（平成27年）：4,974
- 2016年（平成28年）：5,194
- 2017年（平成29年）：5,258
- 2018年（平成30年）：5,409
- 2019年（令和元年）：5,738
- 2020年（令和2年）：5,774
- 2021年（令和3年）：5,810
- 2022年（令和4年）：5,949
- 2023年（令和5年）：6,076

## 交通

### 道路
松島には都市の骨格となる幹線道路などが次のとおり集中している。臨海部より流通施設の集積する地区を通り抜けるため、特に大型車両の通行量が多い。

#### 都市高速道路
都市高速道路としては福岡高速4号粕屋線が町域の北側に通っており、町内に次の出入口がある。
- 松島出入口（所在地：松島六丁目、施設：料金所・ランプ・インターチェンジ）

また町外ではあるが、最寄りの出入口としては次のものがある。
- 貝塚出入口（所在地：東区箱崎七丁目、施設：料金所・ランプ・インターチェンジ、距離：道程で約1.1から2.9キロメートル）
- 多の津出入口（所在地：東区多の津二丁目、施設：料金所・ランプ・インターチェンジ、距離：道程で約1.1から2.6キロメートル）

都市高速道路の写真
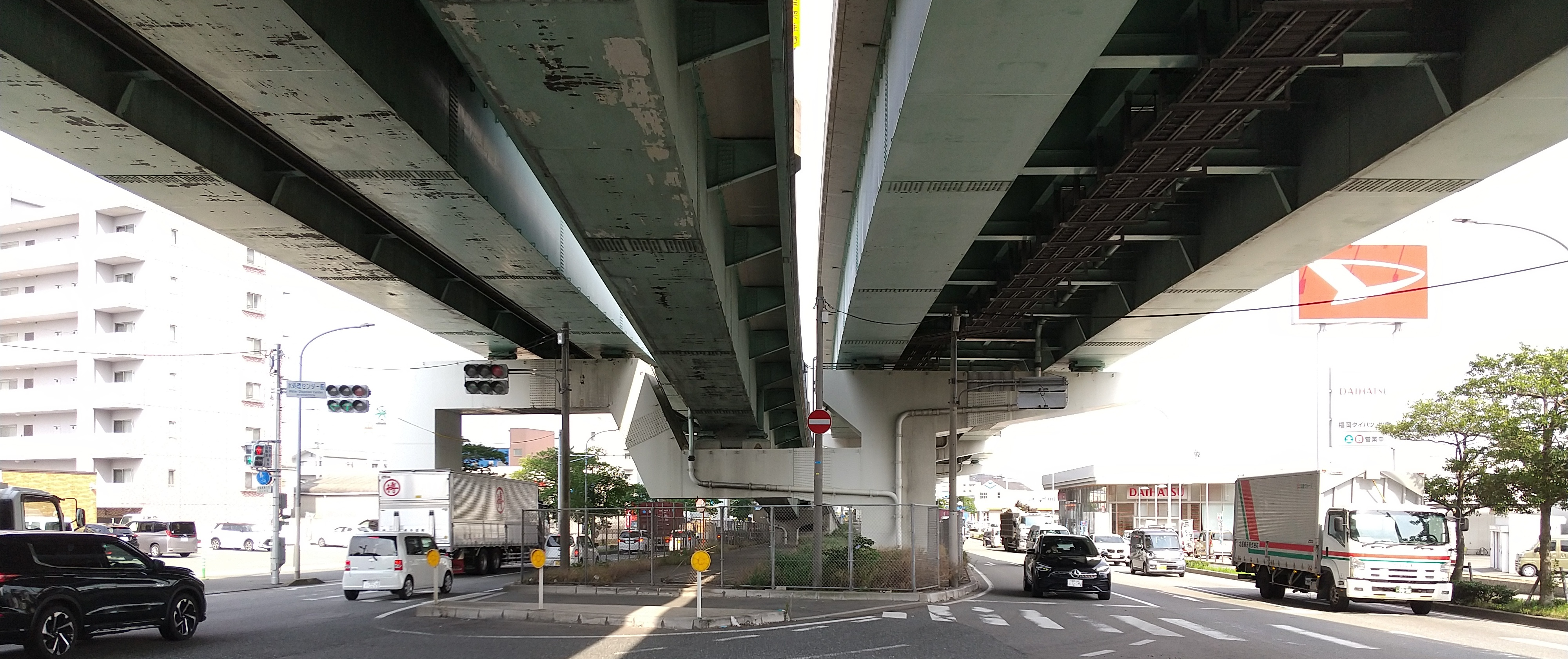
流通センター通りと福岡高速4号粕屋線
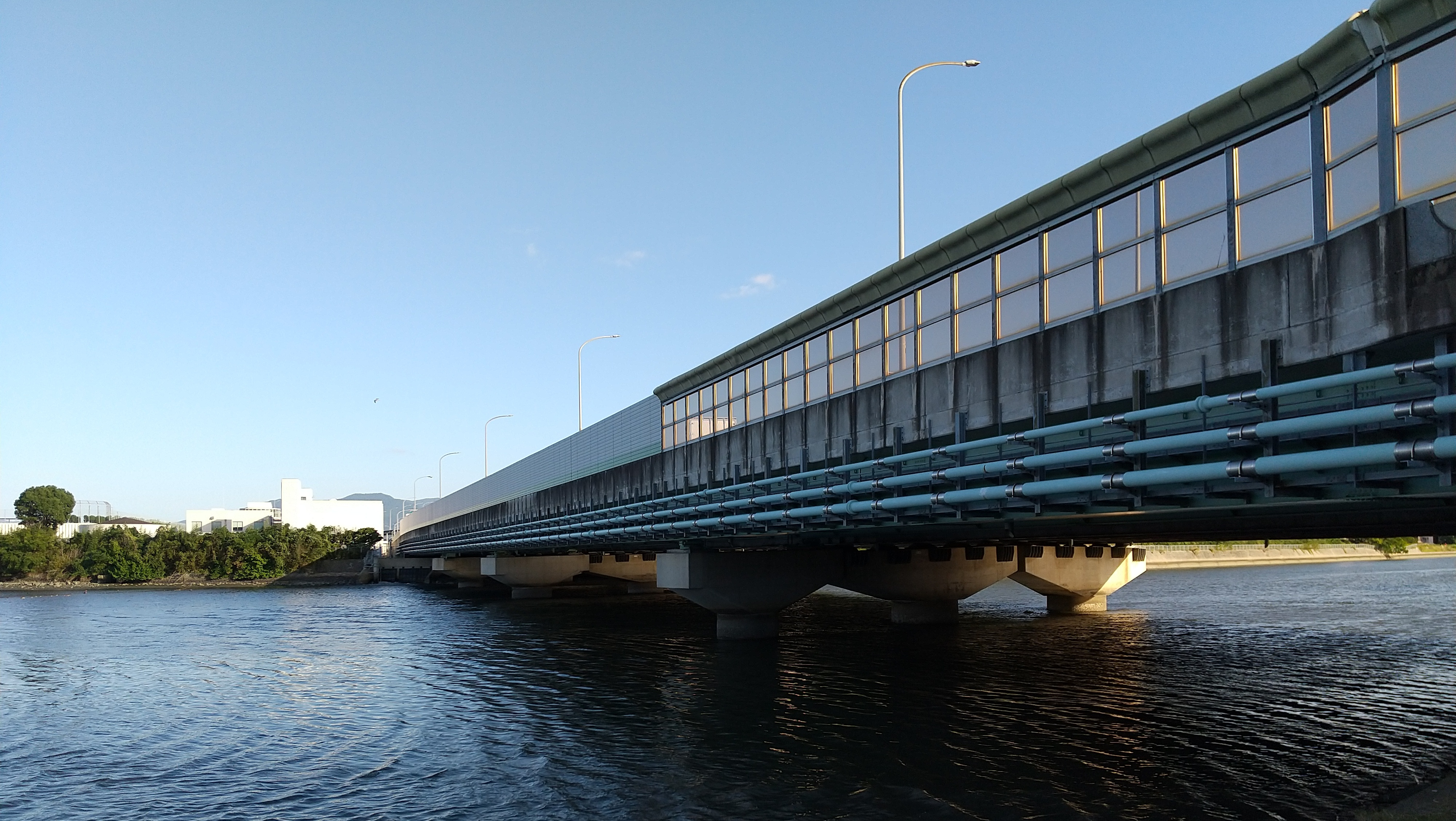
宇美川大橋、流通センター通りと福岡高速4号粕屋線

#### 国道
- 国道3号博多バイパス（福岡市道路愛称：百年橋通り、松島五丁目にある松島交差点が百年橋通りの北東端）
- 国道201号（松島五丁目にある松島交差点が起点）

国道の写真
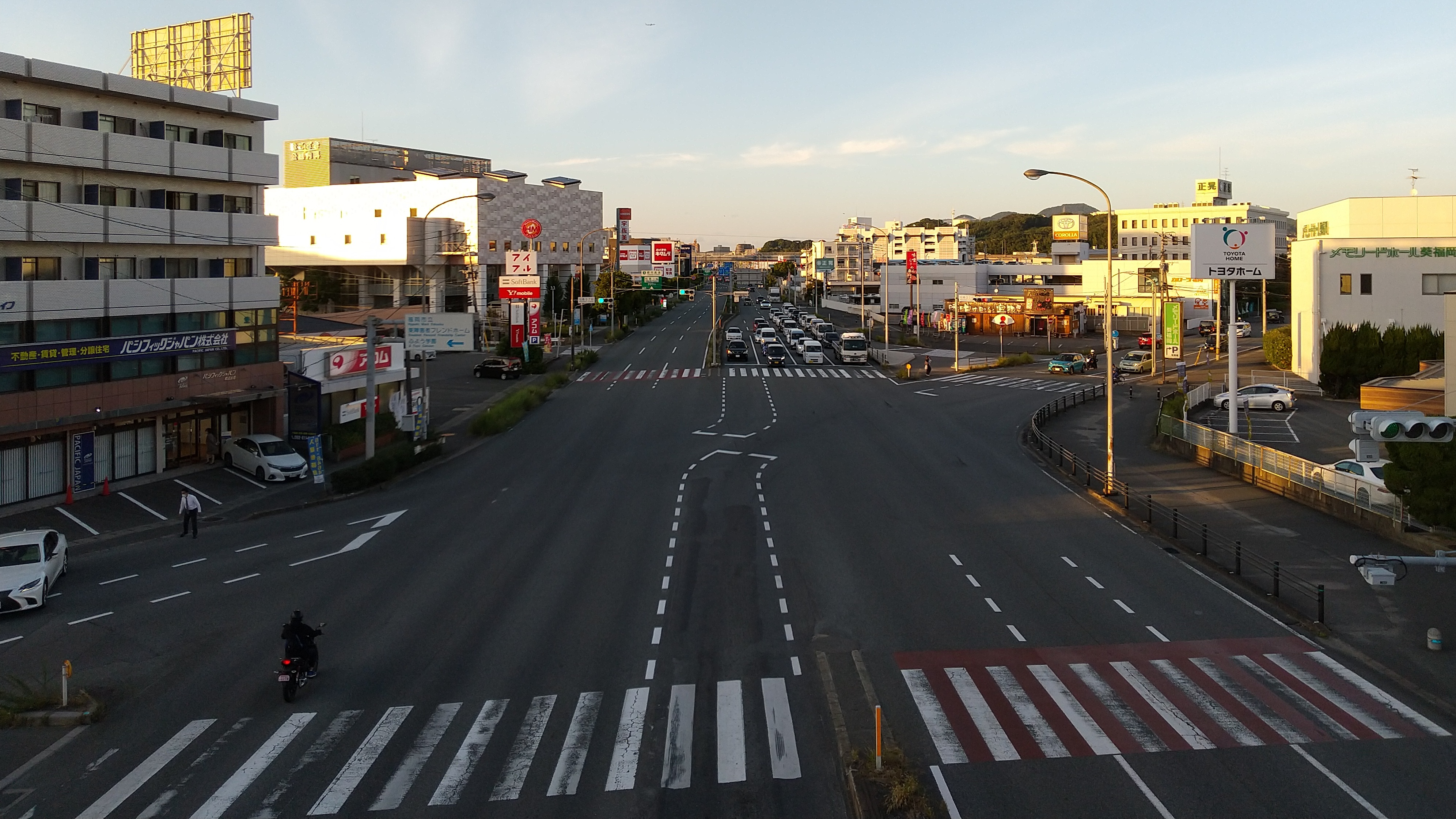
国道3号博多バイパス

#### 県道
- 福岡県道21号福岡直方線
- 福岡県道504号町川原福岡線（松島三丁目にある福岡直方線との交差点が終点）

県道の写真
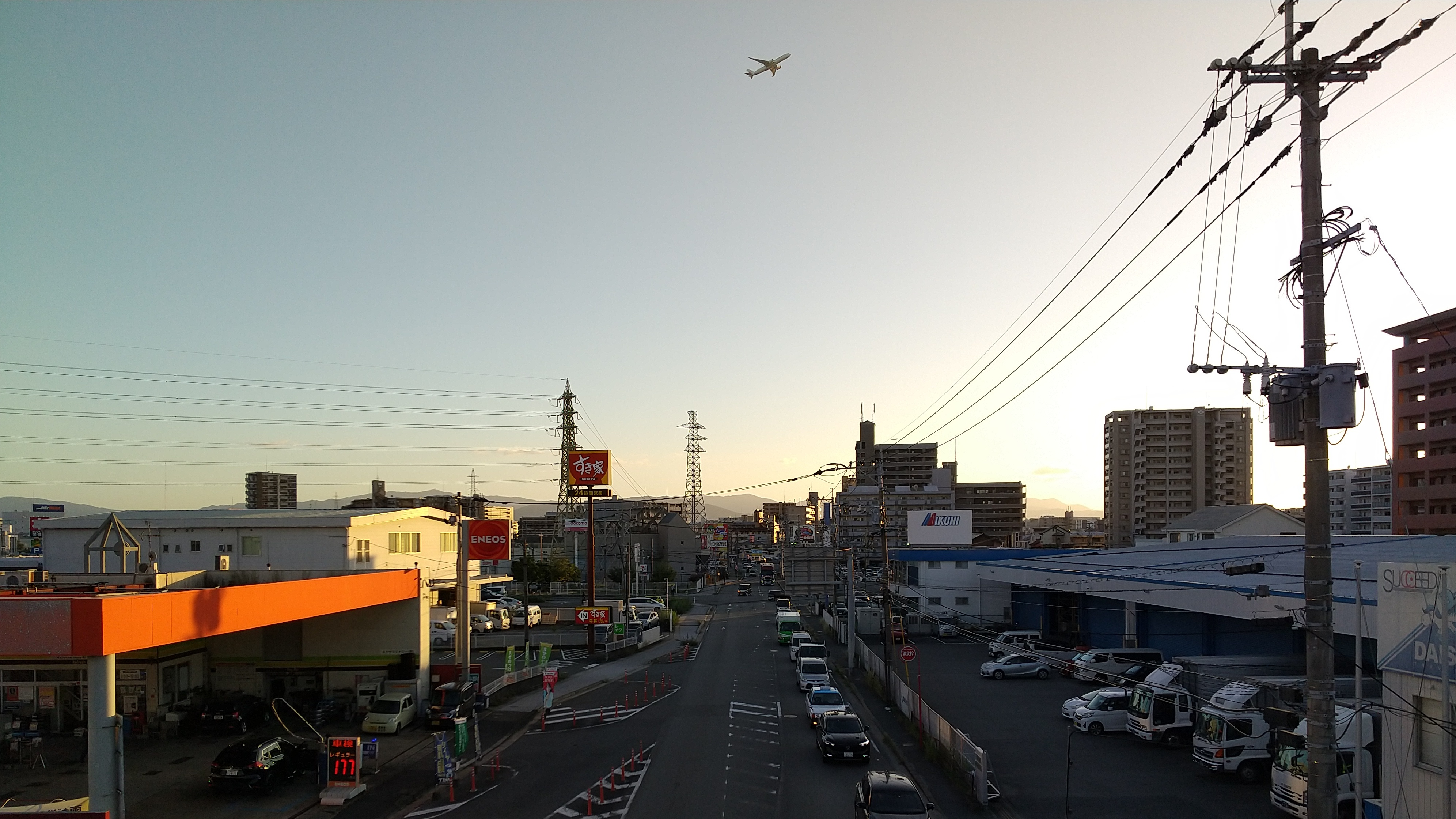
福岡直方線

#### 市道

市道の写真
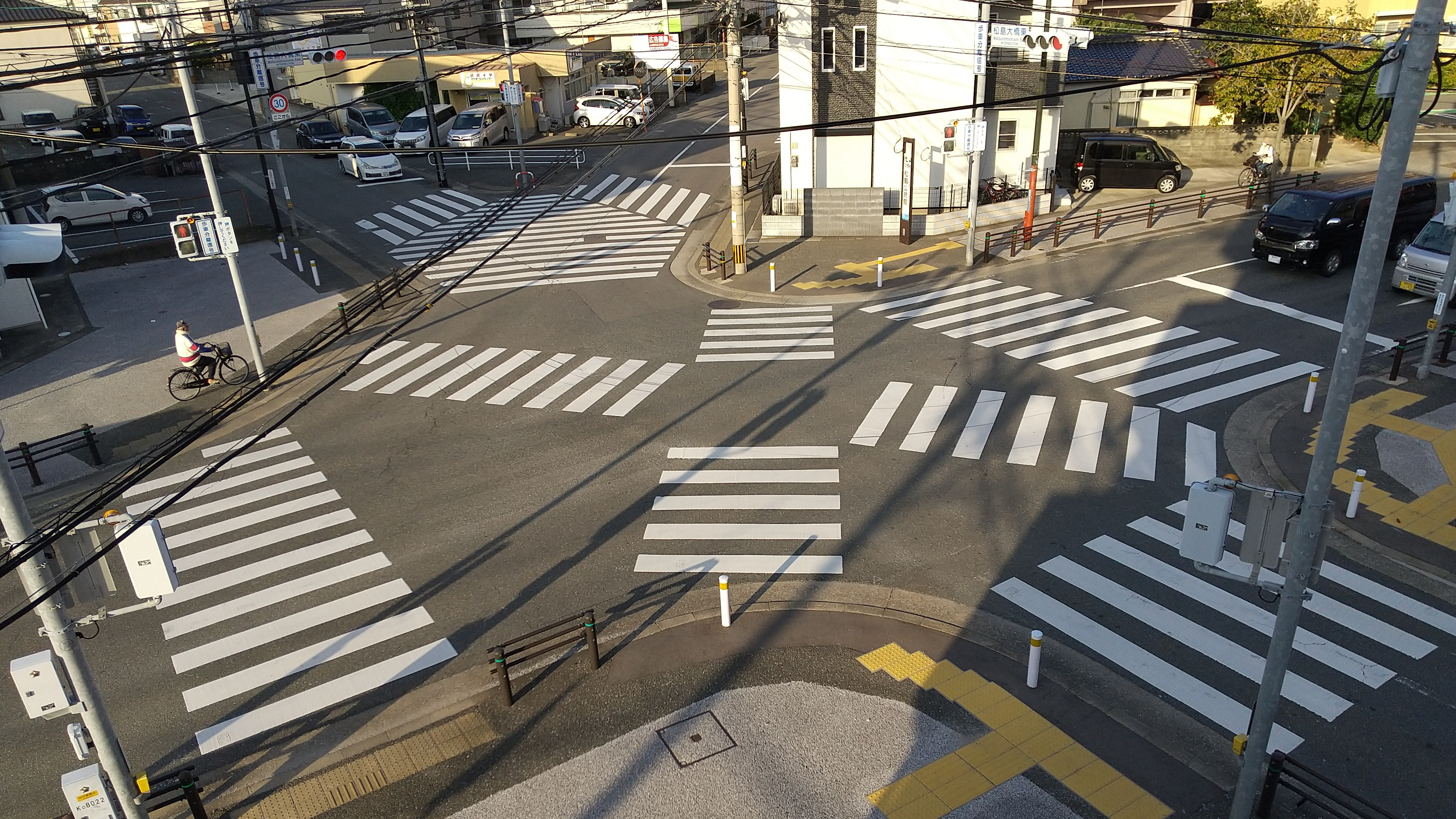
ごさむらい交差点

市道のうち主な幹線道路は次の通り。
- 市道松島貝塚線（種別：幹線一級市町村道、福岡市道路愛称：流通センター通り）
- 市道松崎吉塚線（幹線一級市町村道）
- 市道原田線（幹線二級市町村道）
- 市道松島線（幹線二級市町村道、道路愛称：「松島こぶし通り」）
- 市道松崎松島線（幹線二級市町村道）
- 市道松島箱崎線（幹線二級市町村道）

以上の市道のうち松崎吉塚線、松島線及び松崎松島線が交わって五差路を成し、更にその西側で松島箱崎線が松島線に突き当たるT字路が近く（約20メートル）にあり、不規則な交差点となっている。この交差点の正式名称は松島大橋東交差点であるが、松島校区自治協議会により「ごさむらい交差点」の愛称がつけられている。
- 市道の写真
- ごさむらい交差点

### 鉄道
鉄道については、町内に鉄道駅はないが、西方に九州旅客鉄道（JR九州）の鹿児島本線、福岡市交通局の福岡市地下鉄箱崎線及び西日本鉄道の西鉄貝塚線が通っており、最寄りの駅は次のとおりである。

#### 鹿児島本線
- 箱崎駅（距離は道程で約1.0～2.3キロメートル）

#### 福岡市地下鉄箱崎線
- 貝塚駅 (福岡県)（距離は道程で約0.9～2.5キロメートル、西鉄貝塚線も乗入れる。）
- 箱崎九大前駅（距離は道程で約1.3～2.8キロメートル）

#### 西鉄貝塚線
- 貝塚駅（地下鉄箱崎線も乗入れる。）

### バス
バスについては、西日本鉄道株式会社の運営する西鉄バス及びJR九州バスの運営する直方線が運行しており、次の停留所がある。
- 福岡直方線沿い：松島一丁目、浜田（西鉄とJR）
- 流通センター通り沿い：松島五丁目

## 施設

### 公共・公益施設
- 福岡市東部水処理センター[注釈 9]
- 福岡市筥松第1ポンプ場[注釈 10]
- 福岡市松島公民館[注釈 11]
- 福岡市立松島会館（空港周辺共同利用会館の一つ）[注釈 12]
- 福岡市立東障がい者フレンドホーム[注釈 13]
- 福岡市立ふよう学園[注釈 14]
- 松島公園[注釈 15]
- 福岡市松島1号公園[注釈 16]

公共・公益施設の写真
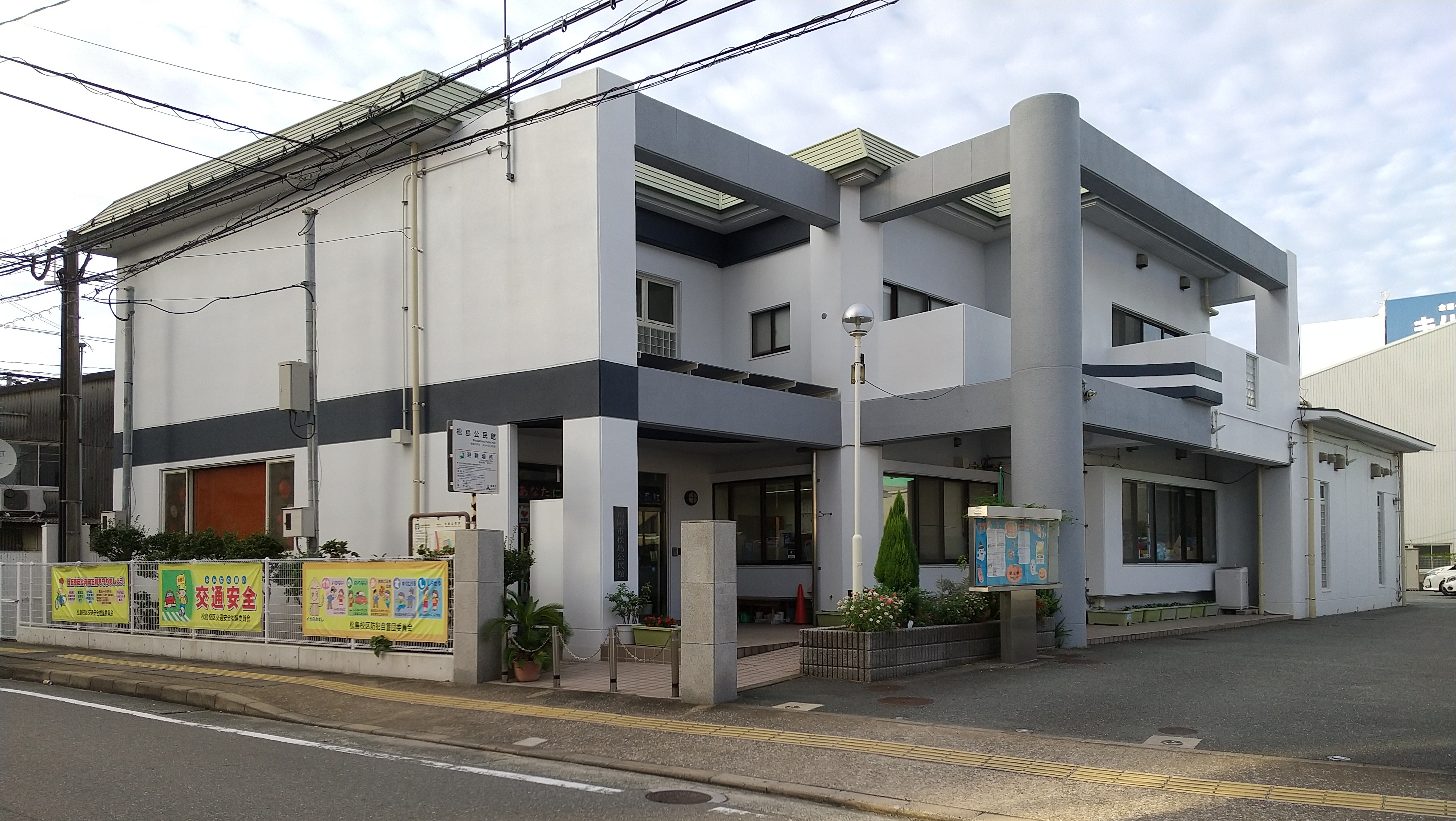
松島公民館
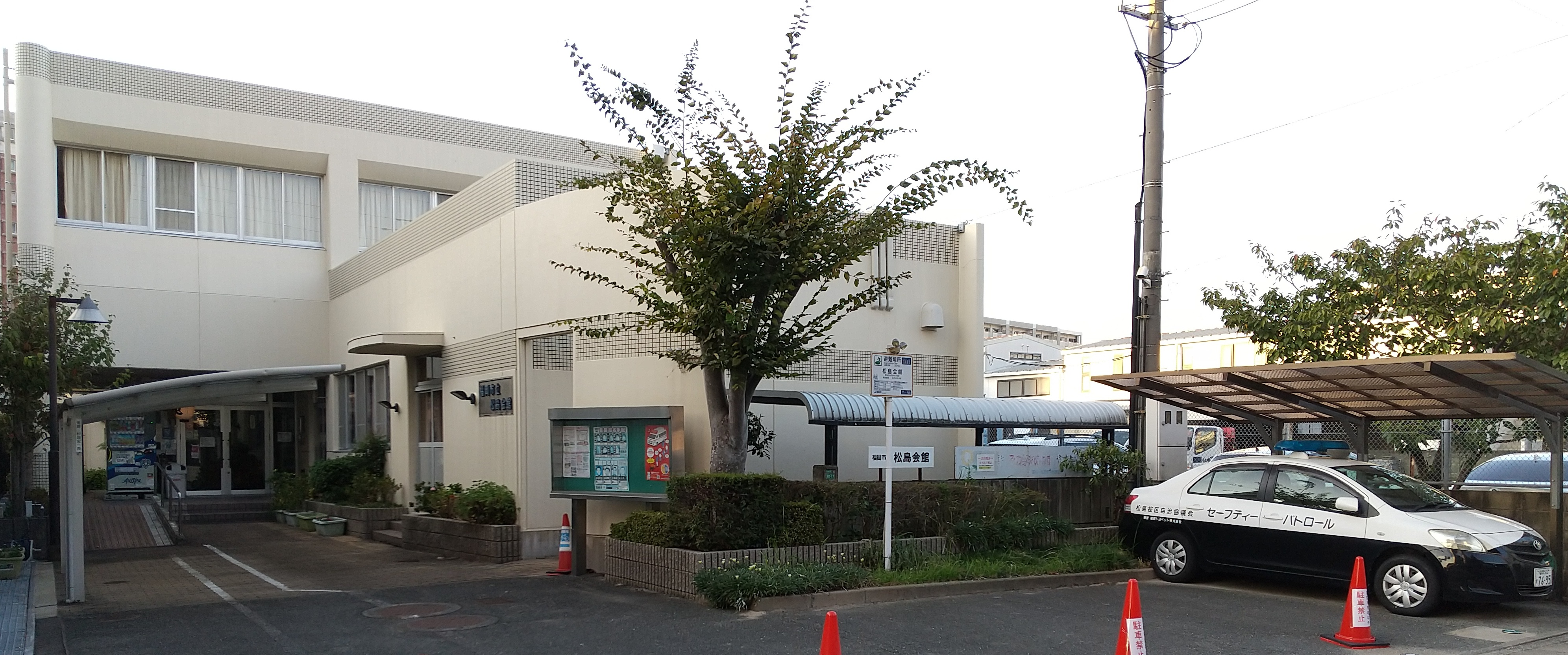
松島会館
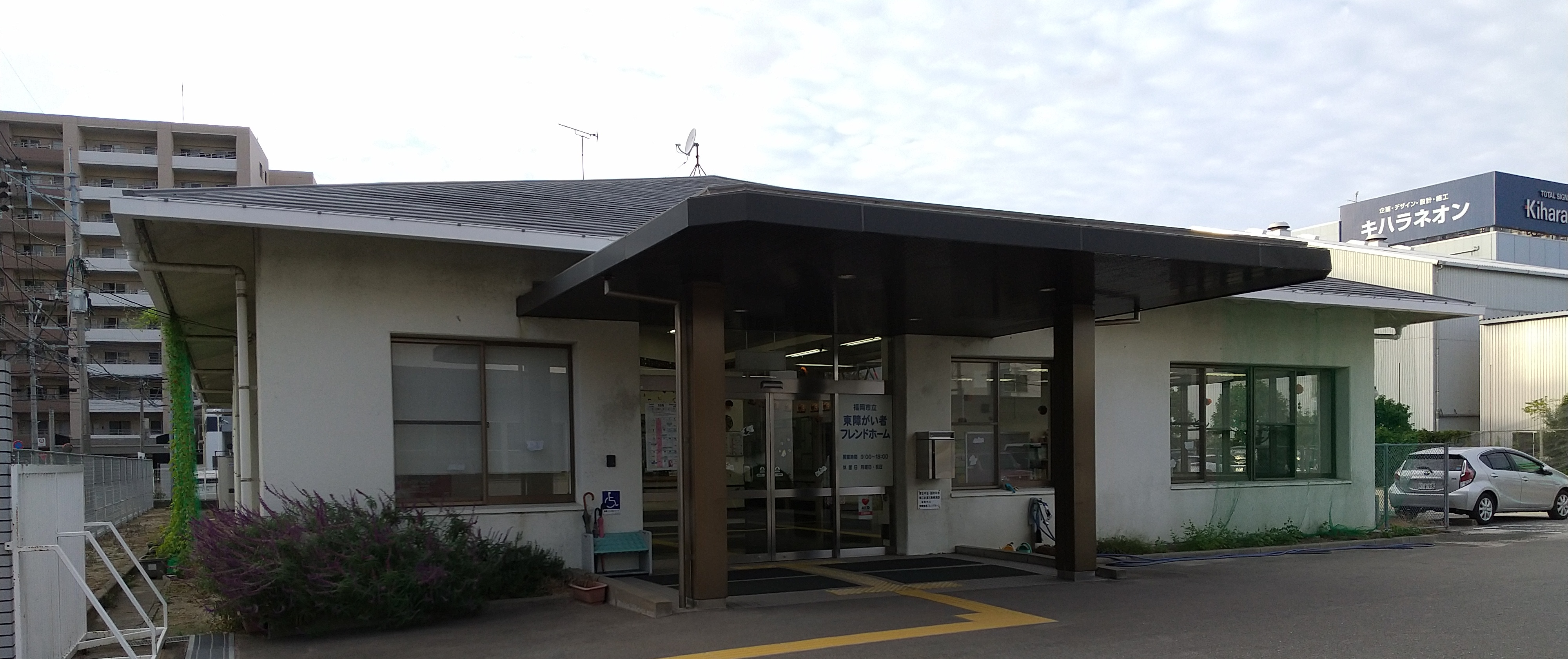
東障がい者フレンドホーム
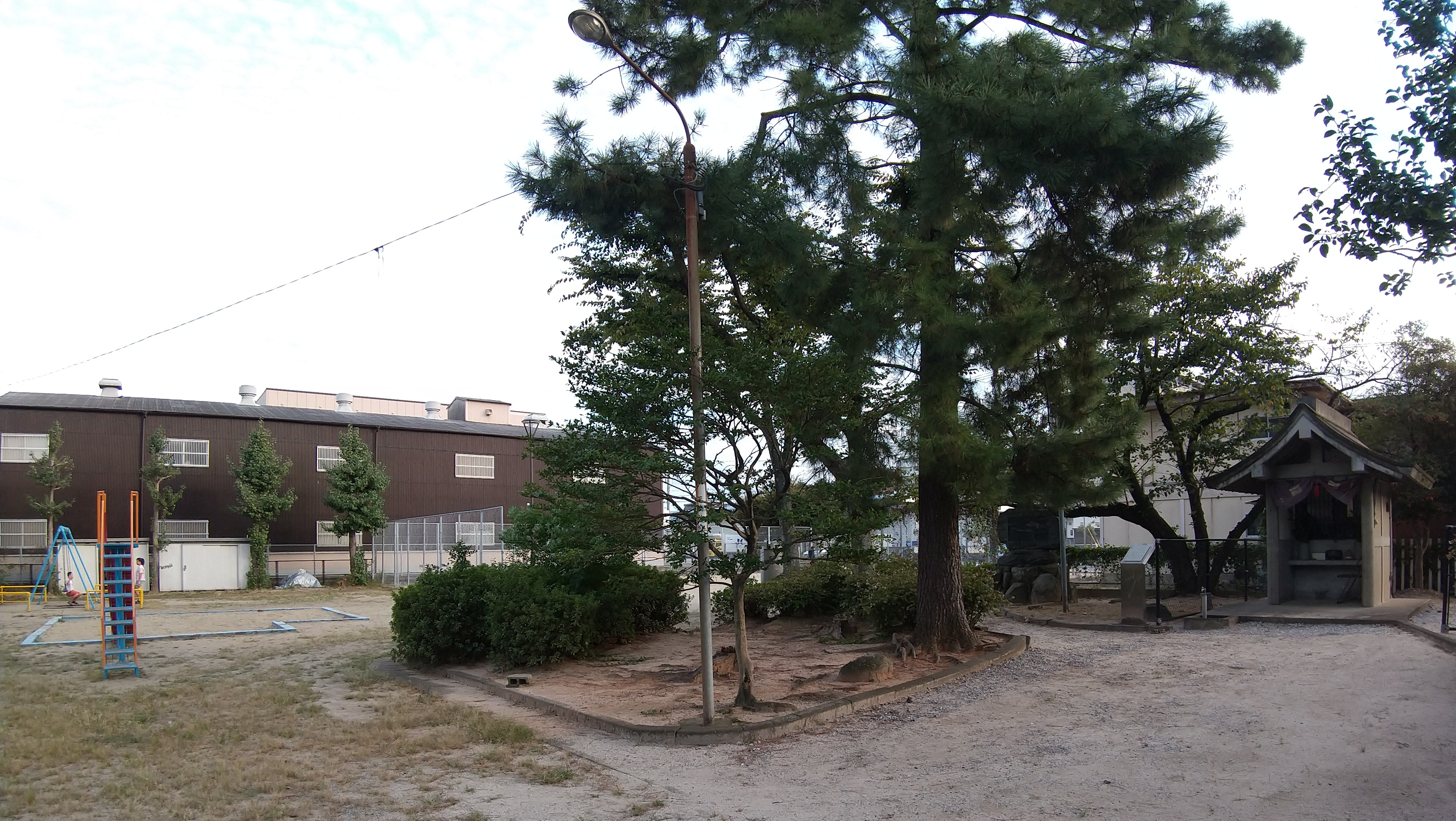
松島公園
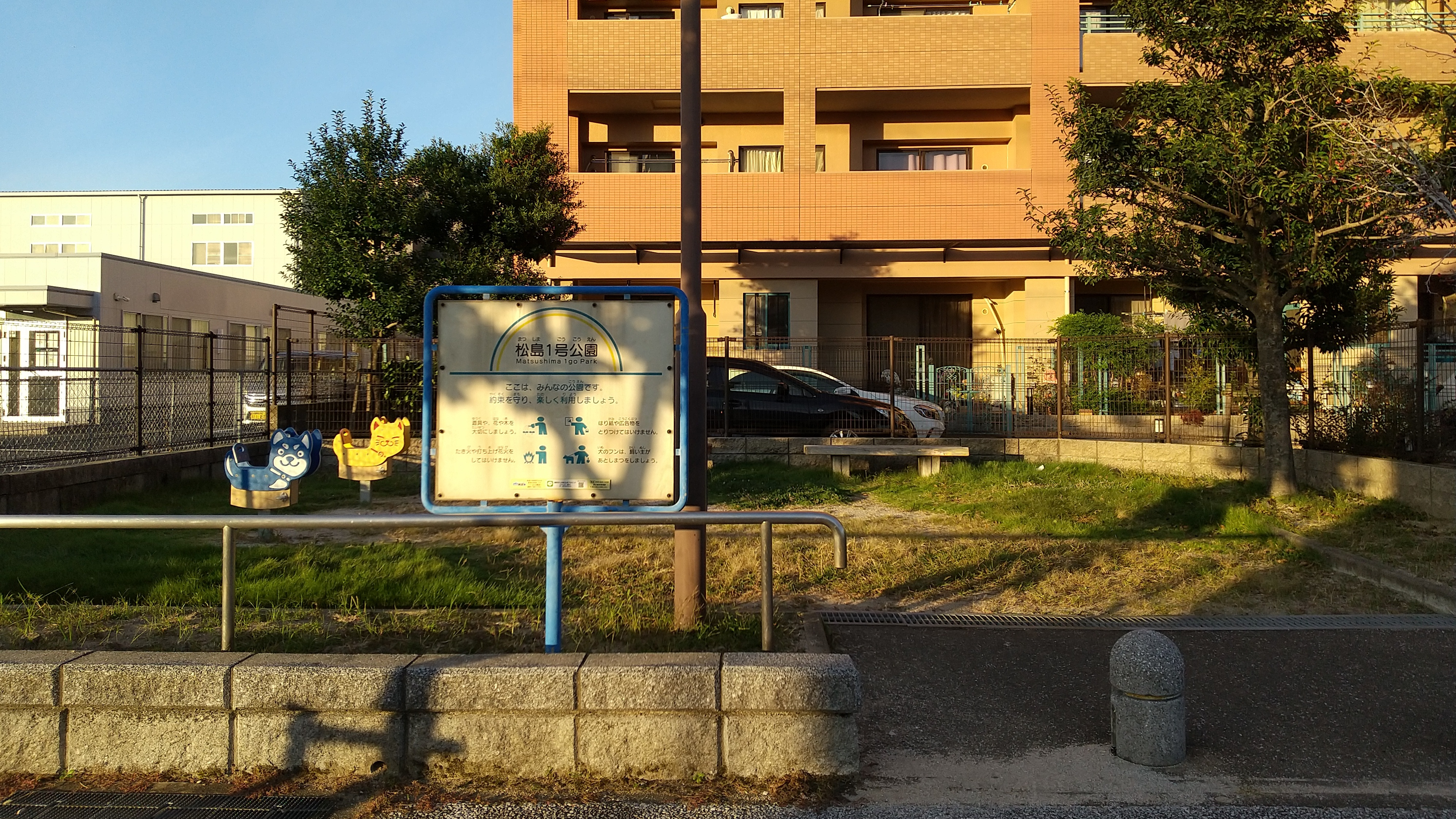
松島1号公園

### 教育施設
公立の小・中学校については次の通り。

#### 公立小学校
町内に公立の小学校が存在し、大部分の範囲がその通学区域となっているが、東側の一部の範囲は異なる。
- 松島一丁目から六丁目まで（ただし、三丁目31番から34番まで及び五丁目21番から29番までを除く）：福岡市立松島小学校（所在地：812-0062東区松島一丁目39番1号[42][43]）
- 松島三丁目31番から34番まで及び五丁目21番から29番まで：福岡市立多々良小学校（所在地：813-0033東区多々良一丁目56番1号北緯33度37分51秒 東経130度27分28秒 / 北緯33.63083度 東経130.45778度）

#### 公立中学校
町内に公立の中学校が存在しないが、通学区域は次の通り。
- 松島一丁目から六丁目まで（ただし、三丁目31番から34番まで及び五丁目21番から29番までを除く）：福岡市立箱崎清松中学校（所在地：812-0064東区松田二丁目3番1号北緯33度37分9秒 東経130度26分26秒 / 北緯33.61917度 東経130.44056度）
- 松島三丁目31番から34番まで及び五丁目21番から29番まで：福岡市立多々良中央中学校（所在地：813-0033東区多々良一丁目51番1号北緯33度37分56秒 東経130度27分26秒 / 北緯33.63222度 東経130.45722度）

## 名所・旧跡
- 正平廿一年銘梵字板碑（）[注釈 17]

名所・旧跡の写真
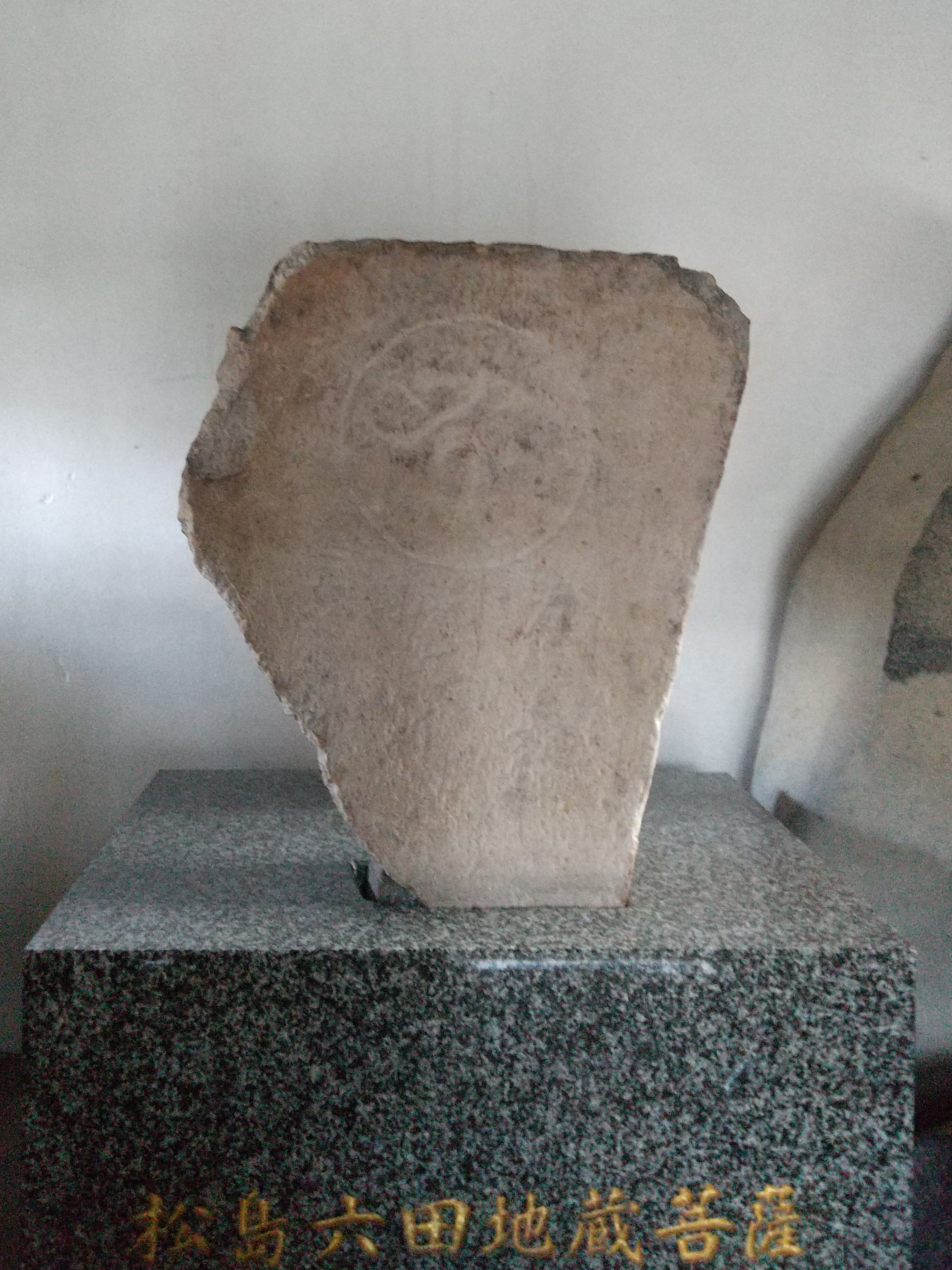
正平廿一年銘梵字板碑
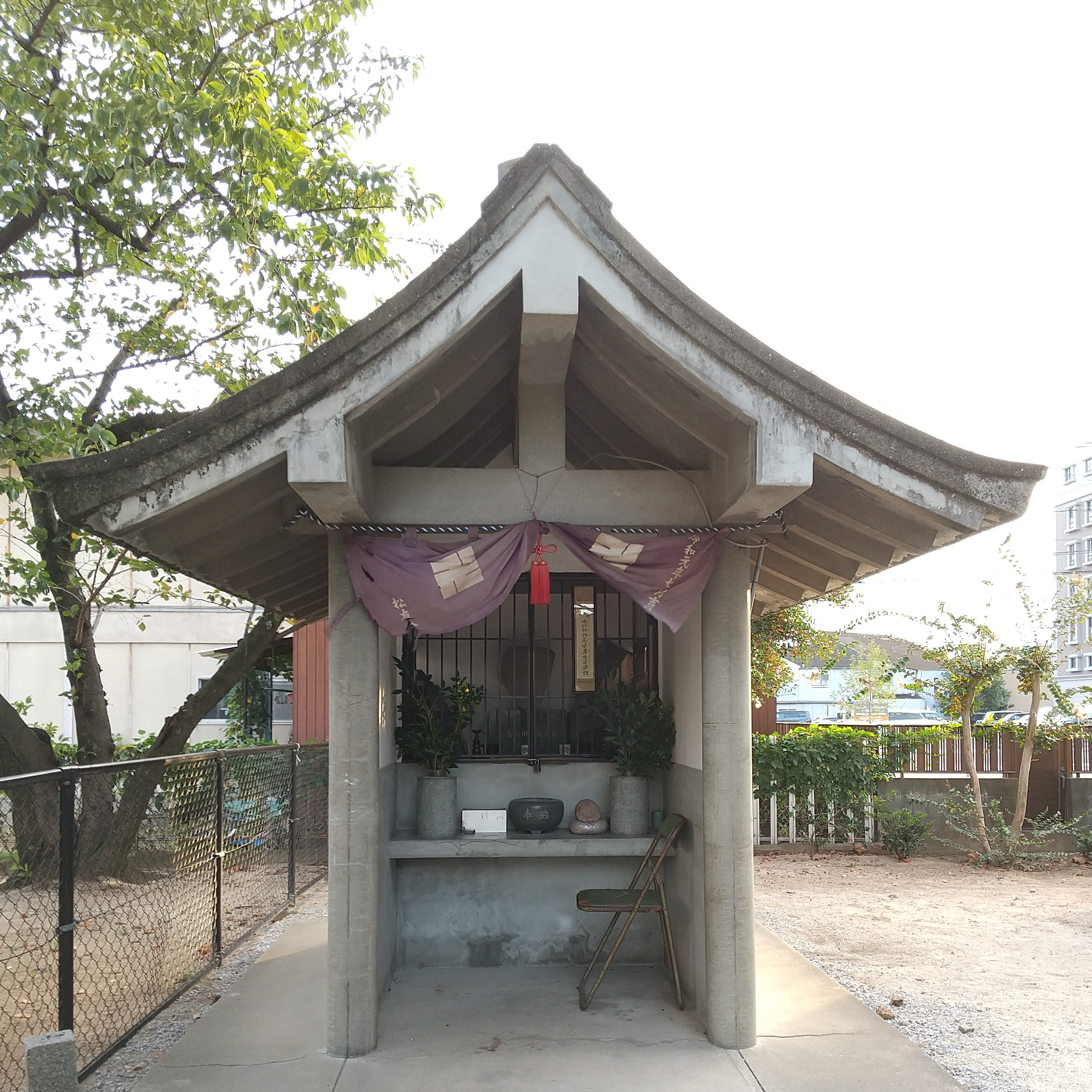
正平廿一年銘梵字板碑（遠景）